# Schlotheimia emergens
Schlotheimia emergens är en bladmossart som beskrevs av Mitten 1869. Schlotheimia emergens ingår i släktet Schlotheimia och familjen Orthotrichaceae. Inga underarter finns listade i Catalogue of Life.